# Atractodes salius
Atractodes salius är en stekelart som beskrevs av Alexander Henry Haliday 1838. Atractodes salius ingår i släktet Atractodes och familjen brokparasitsteklar. Inga underarter finns listade.